# Lista över fornlämningar i Östhammars kommun (Dannemora)
Lista över fornlämningar i Östhammars kommun (Dannemora) är en förteckning av ett urval av de fornlämningar som finns i Dannemora i Östhammars kommun.
| Namn                                    | Lämningstyp                      | Tillkomsttid | Historisk indelning | Plats | Läge                 | ID-nr          | Bild                                 |
| --------------------------------------- | -------------------------------- | ------------ | ------------------- | ----- | -------------------- | -------------- | ------------------------------------ |
| Dannemora 3:1                           | Hällristning                     |              | Dannemora, Uppland  |       | 60.151632, 17.828977 | 10021700030001 | Ladda upp en bild av detta fornminne |
| Dannemora 10:2                          | Lägenhetsbebyggelse              |              | Dannemora, Uppland  |       | 60.159007, 17.836197 | 10021700100002 | Ladda upp en bild av detta fornminne |
| Dannemora 22:1                          | Lägenhetsbebyggelse              |              | Dannemora, Uppland  |       | 60.190611, 17.862807 | 10021700220001 | Ladda upp en bild av detta fornminne |
| Dannemora 25:1                          | Gravfält                         |              | Dannemora, Uppland  |       | 60.198488, 17.850517 | 10021700250001 | Ladda upp en bild av detta fornminne |
| Dannemora 30:1                          | Gravfält                         |              | Dannemora, Uppland  |       | 60.189953, 17.823608 | 10021700300001 | Ladda upp en bild av detta fornminne |
| Dannemora 43:1                          | Grav- och boplatsområde          |              | Dannemora, Uppland  |       | 60.175408, 17.811532 | 10021700430001 | Ladda upp en bild av detta fornminne |
| Dannemora 45:1                          | Kvarn                            |              | Dannemora, Uppland  |       | 60.158348, 17.799604 | 10021700450001 | Ladda upp en bild av detta fornminne |
| Dannemora 65:1                          | Runristning                      |              | Dannemora, Uppland  |       | 60.167646, 17.763469 | 10021700650001 | Ladda upp en bild av detta fornminne |
| Slaktarbo (Dannemora 82:1)              | Lägenhetsbebyggelse              |              | Dannemora, Uppland  |       | 60.188900, 17.882634 | 10021700820001 | Ladda upp en bild av detta fornminne |
| Dannemora 85:1                          | Gravfält                         |              | Dannemora, Uppland  |       | 60.194419, 17.829042 | 10021700850001 | Ladda upp en bild av detta fornminne |
| Dannemora 87:1                          | Röse                             |              | Dannemora, Uppland  |       | 60.152513, 17.822343 | 10021700870001 | Ladda upp en bild av detta fornminne |
| Dannemora 87:2                          | Stensättning                     |              | Dannemora, Uppland  |       | 60.152353, 17.822797 | 10021700870002 | Ladda upp en bild av detta fornminne |
| Dannemora 87:3                          | Stensättning                     |              | Dannemora, Uppland  |       | 60.152290, 17.822828 | 10021700870003 | Ladda upp en bild av detta fornminne |
| Dannemora 87:4                          | Stensättning                     |              | Dannemora, Uppland  |       | 60.152182, 17.822791 | 10021700870004 | Ladda upp en bild av detta fornminne |
| Dannemora 88:1                          | Gravfält                         |              | Dannemora, Uppland  |       | 60.197758, 17.868433 | 10021700880001 | Ladda upp en bild av detta fornminne |
| Dannemora 92:1                          | Stensättning                     |              | Dannemora, Uppland  |       | 60.205094, 17.838131 | 10021700920001 | Ladda upp en bild av detta fornminne |
| Dannemora 92:2                          | Stensättning                     |              | Dannemora, Uppland  |       | 60.205140, 17.838074 | 10021700920002 | Ladda upp en bild av detta fornminne |
| Dannemora 93:1                          | Gravfält                         |              | Dannemora, Uppland  |       | 60.196215, 17.855045 | 10021700930001 | Ladda upp en bild av detta fornminne |
| Dannemora 94:1                          | Gravfält                         |              | Dannemora, Uppland  |       | 60.195445, 17.851778 | 10021700940001 | Ladda upp en bild av detta fornminne |
| Dannemora 95:1                          | Stensättning                     |              | Dannemora, Uppland  |       | 60.194255, 17.854137 | 10021700950001 | Ladda upp en bild av detta fornminne |
| Dannemora 95:2                          | Stensättning                     |              | Dannemora, Uppland  |       | 60.194138, 17.854083 | 10021700950002 | Ladda upp en bild av detta fornminne |
| Dannemora 96:1                          | Grav- och boplatsområde          |              | Dannemora, Uppland  |       | 60.192165, 17.850190 | 10021700960001 | Ladda upp en bild av detta fornminne |
| Dannemora 96:2                          | Grav- och boplatsområde          |              | Dannemora, Uppland  |       | 60.192855, 17.850196 | 10021700960002 | Ladda upp en bild av detta fornminne |
| Dannemora 97:1                          | Grav- och boplatsområde          |              | Dannemora, Uppland  |       | 60.191259, 17.848389 | 10021700970001 | Ladda upp en bild av detta fornminne |
| Dannemora 99:1                          | Stensättning                     |              | Dannemora, Uppland  |       | 60.190098, 17.847851 | 10021700990001 | Ladda upp en bild av detta fornminne |
| Dannemora 106:1                         | Röse                             |              | Dannemora, Uppland  |       | 60.191566, 17.840371 | 10021701060001 | Ladda upp en bild av detta fornminne |
| Dannemora 111:1                         | Lägenhetsbebyggelse              |              | Dannemora, Uppland  |       | 60.177721, 17.875326 | 10021701110001 | Ladda upp en bild av detta fornminne |
| Dannemora 115:1                         | Gravfält                         |              | Dannemora, Uppland  |       | 60.179567, 17.852130 | 10021701150001 | Ladda upp en bild av detta fornminne |
| Kalvboda (Dannemora 121:1)              | Lägenhetsbebyggelse              |              | Dannemora, Uppland  |       | 60.172757, 17.846946 | 10021701210001 | Ladda upp en bild av detta fornminne |
| Kalvboda (Dannemora 122:1)              | Lägenhetsbebyggelse              |              | Dannemora, Uppland  |       | 60.173807, 17.848734 | 10021701220001 | Ladda upp en bild av detta fornminne |
| Dannemora 123:1                         | Lägenhetsbebyggelse              |              | Dannemora, Uppland  |       | 60.175272, 17.850233 | 10021701230001 | Ladda upp en bild av detta fornminne |
| Stränbo (Dannemora 124:1)               | Lägenhetsbebyggelse              |              | Dannemora, Uppland  |       | 60.158287, 17.838882 | 10021701240001 | Ladda upp en bild av detta fornminne |
| Dannemora 125:1                         | Lägenhetsbebyggelse              |              | Dannemora, Uppland  |       | 60.159128, 17.837848 | 10021701250001 | Ladda upp en bild av detta fornminne |
| Dannemora 128:1                         | Lägenhetsbebyggelse              |              | Dannemora, Uppland  |       | 60.158086, 17.831716 | 10021701280001 | Ladda upp en bild av detta fornminne |
| Dannemora 130:1                         | Gravfält                         |              | Dannemora, Uppland  |       | 60.153829, 17.822298 | 10021701300001 | Ladda upp en bild av detta fornminne |
| Hjorthagen (Dannemora 132:1)            | Lägenhetsbebyggelse              |              | Dannemora, Uppland  |       | 60.184651, 17.862114 | 10021701320001 | Ladda upp en bild av detta fornminne |
| Dannemora 136:1                         | Gravfält                         |              | Dannemora, Uppland  |       | 60.193728, 17.849983 | 10021701360001 | Ladda upp en bild av detta fornminne |
| Dannemora 138:1                         | Stensättning                     |              | Dannemora, Uppland  |       | 60.196265, 17.853528 | 10021701380001 | Ladda upp en bild av detta fornminne |
| Dannemora 138:2                         | Stensättning                     |              | Dannemora, Uppland  |       | 60.196317, 17.853638 | 10021701380002 | Ladda upp en bild av detta fornminne |
| Dannemora 140:1                         | Stensättning                     |              | Dannemora, Uppland  |       | 60.195597, 17.865567 | 10021701400001 | Ladda upp en bild av detta fornminne |
| Dannemora 141:1                         | Lägenhetsbebyggelse              |              | Dannemora, Uppland  |       | 60.197336, 17.868612 | 10021701410001 | Ladda upp en bild av detta fornminne |
| Dannemora 142:1                         | Gravfält                         |              | Dannemora, Uppland  |       | 60.195110, 17.868253 | 10021701420001 | Ladda upp en bild av detta fornminne |
| Svedden (Dannemora 150:1)               | Lägenhetsbebyggelse              |              | Dannemora, Uppland  |       | 60.161213, 17.809423 | 10021701500001 | Ladda upp en bild av detta fornminne |
| Stacknäs (Dannemora 151:1)              | Lägenhetsbebyggelse              |              | Dannemora, Uppland  |       | 60.164093, 17.816247 | 10021701510001 | Ladda upp en bild av detta fornminne |
| Dannemora 154:1                         | Lägenhetsbebyggelse              |              | Dannemora, Uppland  |       | 60.173470, 17.795801 | 10021701540001 | Ladda upp en bild av detta fornminne |
| Dannemora 155:1                         | Lägenhetsbebyggelse              |              | Dannemora, Uppland  |       | 60.174706, 17.793713 | 10021701550001 | Ladda upp en bild av detta fornminne |
| Dannemora 156:1                         | Lägenhetsbebyggelse              |              | Dannemora, Uppland  |       | 60.169002, 17.792224 | 10021701560001 | Ladda upp en bild av detta fornminne |
| Dannemora 158:1                         | Lägenhetsbebyggelse              |              | Dannemora, Uppland  |       | 60.210411, 17.805511 | 10021701580001 | Ladda upp en bild av detta fornminne |
| Dannemora 159:1                         | Lägenhetsbebyggelse              |              | Dannemora, Uppland  |       | 60.203727, 17.793757 | 10021701590001 | Ladda upp en bild av detta fornminne |
| Dannemora 165:1                         | Gravfält                         |              | Dannemora, Uppland  |       | 60.170797, 17.779896 | 10021701650001 | Ladda upp en bild av detta fornminne |
| 1) Uddarby gamla tomt (Dannemora 166:2) | Lägenhetsbebyggelse              |              | Dannemora, Uppland  |       | 60.171696, 17.781787 | 10021701660002 | Ladda upp en bild av detta fornminne |
| 1) Uddarby gamla tomt (Dannemora 166:3) | Lägenhetsbebyggelse              |              | Dannemora, Uppland  |       | 60.171423, 17.781624 | 10021701660003 | Ladda upp en bild av detta fornminne |
| Dannemora 169:1                         | Lägenhetsbebyggelse              |              | Dannemora, Uppland  |       | 60.178484, 17.782070 | 10021701690001 | Ladda upp en bild av detta fornminne |
| Dannemora 169:2                         | Lägenhetsbebyggelse              |              | Dannemora, Uppland  |       | 60.178195, 17.780874 | 10021701690002 | Ladda upp en bild av detta fornminne |
| Dannemora 169:3                         | Lägenhetsbebyggelse              |              | Dannemora, Uppland  |       | 60.177807, 17.782204 | 10021701690003 | Ladda upp en bild av detta fornminne |
| Dannemora 169:4                         | Lägenhetsbebyggelse              |              | Dannemora, Uppland  |       | 60.179234, 17.780678 | 10021701690004 | Ladda upp en bild av detta fornminne |
| Kubbol (Dannemora 170:1)                | Lägenhetsbebyggelse              |              | Dannemora, Uppland  |       | 60.180979, 17.776241 | 10021701700001 | Ladda upp en bild av detta fornminne |
| Dannemora 171:1                         | Kvarn                            |              | Dannemora, Uppland  |       | 60.164076, 17.783247 | 10021701710001 | Ladda upp en bild av detta fornminne |
| Dannemora 172:1                         | Stensättning                     |              | Dannemora, Uppland  |       | 60.164126, 17.780412 | 10021701720001 | Ladda upp en bild av detta fornminne |
| Dannemora 181:1                         | Lägenhetsbebyggelse              |              | Dannemora, Uppland  |       | 60.176221, 17.758995 | 10021701810001 | Ladda upp en bild av detta fornminne |
| Dannemora 183:1                         | Gravfält                         |              | Dannemora, Uppland  |       | 60.171579, 17.767075 | 10021701830001 | Ladda upp en bild av detta fornminne |
| Skarsnäs (Dannemora 184:1)              | Lägenhetsbebyggelse              |              | Dannemora, Uppland  |       | 60.138693, 17.783081 | 10021701840001 | Ladda upp en bild av detta fornminne |
| Dannemora 188:1                         | Lägenhetsbebyggelse              |              | Dannemora, Uppland  |       | 60.153035, 17.735826 | 10021701880001 | Ladda upp en bild av detta fornminne |
| Dannemora 190:1                         | Lägenhetsbebyggelse              |              | Dannemora, Uppland  |       | 60.184199, 17.763346 | 10021701900001 | Ladda upp en bild av detta fornminne |
| Dannemora 191:1                         | Gravfält                         |              | Dannemora, Uppland  |       | 60.190586, 17.769497 | 10021701910001 | Ladda upp en bild av detta fornminne |
| Dannemora 195:1                         | Lägenhetsbebyggelse              |              | Dannemora, Uppland  |       | 60.197243, 17.827990 | 10021701950001 | Ladda upp en bild av detta fornminne |
| Dannemora 196:1                         | Lägenhetsbebyggelse              |              | Dannemora, Uppland  |       | 60.196578, 17.828213 | 10021701960001 | Ladda upp en bild av detta fornminne |
| Dannemora 198:1                         | Lägenhetsbebyggelse              |              | Dannemora, Uppland  |       | 60.189496, 17.830023 | 10021701980001 | Ladda upp en bild av detta fornminne |
| Mossgårdarna (Dannemora 199:1)          | Lägenhetsbebyggelse              |              | Dannemora, Uppland  |       | 60.191835, 17.776844 | 10021701990001 | Ladda upp en bild av detta fornminne |
| Dannemora 201:1                         | Lägenhetsbebyggelse              |              | Dannemora, Uppland  |       | 60.199764, 17.764608 | 10021702010001 | Ladda upp en bild av detta fornminne |
| Dannemora 205:1                         | Lägenhetsbebyggelse              |              | Dannemora, Uppland  |       | 60.179725, 17.807373 | 10021702050001 | Ladda upp en bild av detta fornminne |
| Mumsarmussen (Dannemora 206:1)          | Lägenhetsbebyggelse              |              | Dannemora, Uppland  |       | 60.179515, 17.830134 | 10021702060001 | Ladda upp en bild av detta fornminne |
| S. bullerbacken (Dannemora 213:1)       | Lägenhetsbebyggelse              |              | Dannemora, Uppland  |       | 60.196343, 17.801563 | 10021702130001 | Ladda upp en bild av detta fornminne |
| S. bullerbacken (Dannemora 213:2)       | Lägenhetsbebyggelse              |              | Dannemora, Uppland  |       | 60.195200, 17.801079 | 10021702130002 | Ladda upp en bild av detta fornminne |
| Dannemora 214:1                         | Lägenhetsbebyggelse              |              | Dannemora, Uppland  |       | 60.200494, 17.822673 | 10021702140001 | Ladda upp en bild av detta fornminne |
| Dannemora 244:1                         | Lägenhetsbebyggelse              |              | Dannemora, Uppland  |       | 60.168618, 17.789741 | 10021702440001 | Ladda upp en bild av detta fornminne |
| Dannemora 256:1                         | Lägenhetsbebyggelse              |              | Dannemora, Uppland  |       | 60.146341, 17.823481 | 10021702560001 | Ladda upp en bild av detta fornminne |
| Tingsplatsen (Dannemora 258:1)          | Husgrund, förhistorisk/medeltida |              | Dannemora, Uppland  |       | 60.168179, 17.782297 | 10021702580001 | Ladda upp en bild av detta fornminne |